# Кожаска
Кожаска (рум. Cojasca) — село у повіті Димбовіца в Румунії. Адміністративний центр комуни Кожаска.
Село розташоване на відстані 37 км на північний захід від Бухареста, 38 км на південний схід від Тирговіште, 105 км на південь від Брашова.

## Населення
За даними перепису населення 2002 року у селі проживали 2074 особи. Рідною мовою 2070 осіб (99,8%) назвали румунську.
Національний склад населення села:
| Національність | Кількість осіб | Відсоток |
| -------------- | -------------- | -------- |
| румуни         | 1913           | 92,2%    |
| цигани         | 161            | 7,8%     |